# Khuru
Khuru (dzong. ཁུ་རུ་) – tradycyjna bhutańska zespołowa dyscyplina sportu, przypominająca nieco darta.
Zawodnicy rzucają rzutkami (cięższymi i większymi niż w darcie) do tarczy oddalonej, wg różnych źródeł, o 20-25 metrów. Rzutki mają około 20 cm długości i są wykonane z twardego drewna, ozdabia się je ptasimi piórami. Od popularnego darta różni się jednak przede wszystkim systemem zawodów, które w przypadku khuru mają charakter drużynowy (zwykle dwie drużyny po 6 zawodników lub więcej; liczba zawodników nie jest określona). Zwycięża ta drużyna, która jako pierwsza wygra dwa „sety”.
Niegdyś była to dyscyplina zarezerwowana wyłącznie dla mężczyzn, obecnie uprawiają ją także kobiety. W khuru czasami gra się na miejskich festiwalach oraz w dni specjalne, np. w Nowy Rok. Grywają w nią m.in. bhutańscy mnisi.